# Meratusniltava
De meratusniltava (Cyornis kadayangensis) is een zangvogel uit de familie van de vliegenvangers. De vogel werd in 2021 ontdekt en onderzocht en in januari 2022 werd de beschrijving gepubliceerd. De wetenschappelijke naam verwijst naar het Dajakdorp Kadayang in het Meratusgebergte. 

## Kenmerken
De vogel lijkt sterk op de dayakbergniltava (C. montanus) waarmee de vogel dan ook nauw verwant is. De vogel is lichter blauw van boven en het verenkleed van borst en buik is witter van kleur. De vogel verschilt van de dayakbergniltava ook in het DNA.

## Verspreiding
Deze niltava komt alleen voor in het Meratusgebergte in het zuidoosten van het eiland Borneo (Zuid-Kalimantan Indonesië). Dit geïsoleerd liggende bergbos wordt omringd door gedegradeerd bos of gebied dat in landbouwkundig gebruik is genomen.

## Status
De vogel is binnen het geïsoleerd liggende bos nog redelijk veel voorkomend, maar het gebied wordt steeds intensiever in agrarisch gebruik genomen, daarom adviseren de soortauteurs de vogel als "kwetsbaar" op te nemen op de Rode lijst van de IUCN. In 2022 werd de soort echter opgenomen als "gevoelig" op de rode lijst.